# Loriinae
Loriinae en är underfamilj inom familjen äkta papegojor (Psittacidae) som omfattar en grupp mellanstora och färggranna papegojor. Gruppen behandlas ibland som den egna familjen Loriidae i ordningen papegojfåglar.
Idag delas underfamiljen upp i tre tribus, Loriini som omfattar lorier och lorikiter, Cyclopsittini med fikonpagegojor, och Melopsittacini med undulat.

## Underfamilj Loriinae

### TribusLoriini(loripapegojor)
Omfattar lorier och lorikiter. Många arter livnär sig huvudsakligen på nektar och pollen från blommor som de kommer åt med hjälp av en speciellt utformad tunga.
- Släkte Chalcopsitta
  - Svart lorikit (Chalcopsitta atra)
  - Duivenbodes lorikit (Chalcopsitta duivenbodei)
  - Gulstreckad lorikit (Chalcopsitta sintillata)
  - Kardinallorikit (Chalcopsitta cardinalis)
- Släkte Eos
  - Rödblå lorikit (Eos histrio)
  - Violetthalsad lorikit (Eos squamata)
  - Röd lorikit (Eos bornea)
  - Blåstreckad lorikit (Eos reticulata)
  - Svartvingad lorikit (Eos cyanogenia)
  - Blåörad lorikit (Eos semilarvata)
- Släkte Pseudeos
  - Svartaktig lorikit (Pseudeos fuscata)
- Släkte Trichoglossus
  - Praktlorikit (Trichoglossus ornatus)
  - Regnbågslorikit (Trichoglossus haematodus)
  - Sundalorikit (Trichoglossus euteles)
  - Gulgrön lorikit (Trichoglossus flavoviridis)
  - Mindanaolorikit (Trichoglossus johnstoniae)
  - Pohnpeilorikit (Trichoglossus rubiginosus)
  - Gulvattrad lorikit (Trichoglossus chlorolepidotus)
- Släkte Psitteuteles
  - Broklorikit, Psitteuteles versicolor
  - Irislorikit, Psitteuteles iris
  - Goldies lorikit, Psitteuteles goldiei
- Släkte Lorius
  - Snatterlorikit, Lorius garrulus
  - Purpurnackad lorikit, Lorius domicella
  - Svarthättad lorikit, Lorius lory
  - Purpurbuk, Lorius hypoinochrous
  - Vitnackad lorikit, Lorius albidinucha
  - Gulhalsad lorikit, Lorius chlorocercus
- Släkte Phigys
  - Halsbandslorikit, Phigys solitarius
- Släkte Vini
  - Blåkronad lorikit, Vini australis
  - Rimitaralorikit, Vini kuhlii
  - Hendersonlorikit, Vini stepheni
  - Safirlorikit, Vini peruviana
  - Ultramarinlorikit, Vini ultramarina
- Släkte Glossopsitta
  - Mysklorikit, Glossopsitta concinna
  - Mindre lorikit, Glossopsitta pusilla
  - Purpurkronad lorikit, Glossopsitta porphyrocephala
- Släkte Charmosyna
  - Palmlorikit, Charmosyna palmarum
  - Rödglänsande lorikit, Charmosyna rubrigularis
  - Meeks lorikit, Charmosyna meeki
  - Blåpannad lorikit, Charmosyna toxopei
  - Streckad lorikit, Charmosyna multistriata
  - Wilhelminas lorikit, Charmosyna wilhelminae
  - Rödfläckig lorikit, Charmosyna rubronotata
  - Rödsidig lorikit, Charmosyna placentis
  - Nya Kaledonienlorikit, Charmosyna diadema
  - Rödstrupig lorikit, Charmosyna amabilis
  - Salomonlorikit, Charmosyna margarethae
  - Felorikit, Charmosyna pulchella
  - Josefines lorikit, Charmosyna josefinae
  - Papualorikit, Charmosyna papou
- Släkte Oreopsittacus
  - Blåstrupig lorikit, Oreopsittacus arfaki
- Släkte Neopsittacus
  - Rödbukad lorikit, Neopsittacus musschenbroekii
  - Smaragdlorikit, Neopsittacus pullicauda

### TribusMelopsittacini(Undulater)
Omfattar den enda arten undulat. Livnär sig främst på frön från gräs.
- Släkte Melopsittacus
  - Undulat (Melopsittacus undulatus)

### TribusCyclopsittini(Fikonpapegojor)
Omfattar fikonpapegojor vars föda till stor del består av frukt.
- Släkte Cyclopsitta
  - Orangebröstad fikonpapegoja (Cyclopsitta gulielmitertii)
  - Dubbelögd fikonpapegoja (Cyclopsitta diophthalma)
- Släkte Psittaculirostris
  - Större fikonpapegoja (Psittaculirostris desmarestii)
  - Rödskäggig fikonpapegoja (Psittaculirostris edwardsii)
  - Gulskäggig fikonpapegoja (Psittaculirostris salvadorii)